# Burggraafschap Maagdenburg
Het burggraafschap Maagdenburg was een ambt van het prinsaartsbisdom Maagdenburg en later de naam van een klein gebied van het keurvorstendom Saksen.

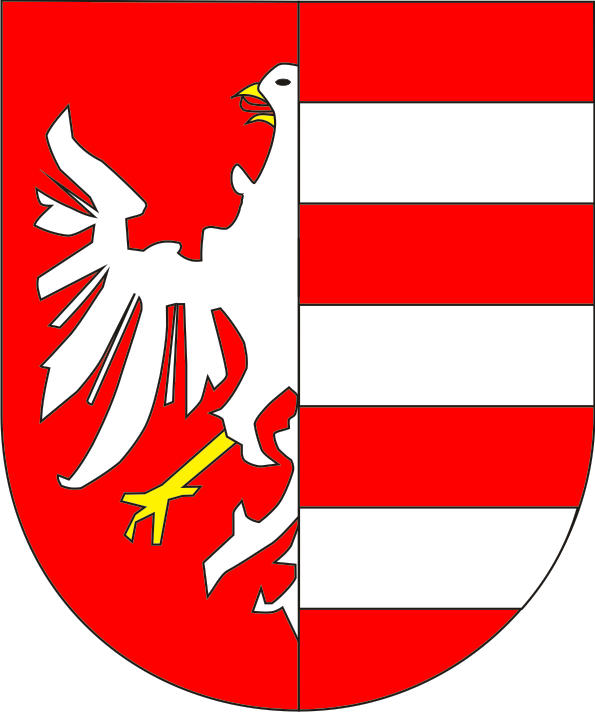
wapen burrgraafschap Maagdenburg

De burggraaf van Maagdenburg was de gezagsvertegenwoordiger van de aartsbisschop van Maagdenburg in de stad Maagdenburg. In het streven van de stad naar meer autonomie kocht de stad in 1294 het burggraafschap van de aartsbisschop.
In 1579 deed de aartsbisschop afstand van de titel van burggraaf van Maagdenburg ten gunste van het keurvorstdendom Saksen. Het keurvorstendom verbond de titel vervolgens met zijn bezittingen in de omgeving van Maagdenburg, namelijk het ambt Gommern. Later werden het ambt Elbenau met Plötzky daaraan toegevoegd.
In 1807 stond het koninkrijk Saksen het gebied af aan het koninkrijk Westfalen. Het Congres van Wenen voegde het burggraafschap Maagdenburg bij het koninkrijk Pruisen, waar het deel ging uitmaken van de provincie Saksen-Anhalt.